# Ditlev Reventlow
Ditlev Reventlow (ur. 1600 w Ziesendorf k. Rostocku, zm. 1664 w Kilonii) – duński polityk i dyplomata pochodzenia meklemburskiego.
Minister tajnej rady królewskiej i kanclerz do spraw niemieckich za panowania króla Chrystiana IV. Był twórcą potęgi rodziny Reventlow. Jego synem był kanclerz Conrad Reventlow.